# Raid (militair)
Een raid (Engels voor inval) is een militaire tactiek. Het is doorgaans een kleinere militaire operatie waarbij het doel is vijandelijk gebied binnen te vallen om informatie te verzamelen, de vijand in verwarring te brengen, krijgsgevangenen te nemen, uitrusting in beslag te nemen of bepaalde faciliteiten te vernietigen. De aanval is niet per se bedoeld voor de permanente verovering en controle van grondgebied.

## Voorbeelden
- Grierson's Raid (1863), waarop de film The Last Order is gebaseerd.
- Jameson-aanval (1895)
- Overval op Scarborough, Hartlepool en Whitby (1914)
- Gotland-aanval (1915)
- Aanval op Dieppe (1942)
- Overval op Tazinskaja (1942)
- Tijdens de Tweede Wereldoorlog voerde de Sovjet-cavalerie talloze invallen uit in het Duitse achterland.
- Inval van 3 oktober 1993 in de Slag om Mogadishu, waarop de oorlogsfilm Black Hawk Down is gebaseerd.